# Johann Theile
Johann Theile (29 de julio de 1646-24 de junio de 1724) fue un compositor alemán del Barroco, famoso por la ópera Adam und Eva, Der erschaffene, gefallene und aufgerichtete Mensch, (Adán y Eva, el hombre creado, caído y erguido), representada en primer lugar en Hamburgo el 2 de enero de 1678.

## Vida
Después de estudiar leyes en Leipzig y Halle, Theile estudió composición en Weißenfels. Su profesor allí fue el gran Heinrich Schütz, el más ilustre compositor alemán del siglo XVII. Se cree que Theile fue uno de sus últimos alumnos, y se le considera el más dotado de ellos.
Entre 1673 y 1675 ejerció el puesto de Kapellmeister (Maestro de capilla) del duque Cristián Alberto de Holstein-Gottorp. Algunos años más tarde obtuvo el puesto de Kapellmeister en Wolfenbüttel, donde comenzó un aprendizaje musical con Johann Rosenmüller, quién por este tiempo había regresado definitivamente al Norte de Alemania después de haber empleado la mayor parte de su carrera en Italia. También trabajó en Naumburg, donde así mismo fue Kapellmeister; Berlín, donde fue profesor de música en la corte real; así como Lübeck y Stettin, donde también sirvió un instructor de música. En 1673 escribió su Matthäuspassion (Pasión según San Mateo) en Lübeck.
En 1694, Theile regresó de una temporada como consejero musical del Duque de Zeitz a su ciudad natal de Naumburg, donde murió en 1724.

## Obras
Las composiciones de Theile abarcan Singspiels (óperas alemanas populares con diálogo hablado, similares a la zarzuela), óperas, misas, versiones de Salmos, Pasiones (ortorios-pasión), arias, canciones, y sonatas, así como motetes. Su ópera sacra Adam und Eva fue la primera obra que se interpretó en la Ópera Goosemarket en Hamburgo, el primer teatro de ópera en Alemania. También escribió varias obras sobre teoría musical, particularmente sobre contrapunto. Tuvo una carrera excepcional como intérprete y teórico en pedagogía musical. Theile enseñó a Johann Mattheson. Dietrich Buxtehude fue su alumno más importante (a pesar de haber sido nueve años mayor y habiendo muerto más de una década antes que él).
- Matthäus-Passion, Pasión según San Mateo - Lüneburg 1673 (rec. Harmonia Mundi 1984, London Baroque, dir. Charles Medlam)
- Adam und Eva - Der erschaffene, gefallene und wieder aufgerichtete Mensch. Hamburgo 1678 (Ópera espiritual)
- Orontes, der verlohrne und wieder gefundene Königliche Prinz aus Candia, in einem Sing-Spiel. Hamburgo 1678
- Davids und Jonathans treuer Liebe Bestätigung, 1685 (zugeschrieben)[1]
- Die Geburth Christi (La Natividad)
- Christian Reuters, (Obra sobre la historia de la amarga pasión y muerte de nuestro Señor)   Berlin 1708
- Beatus vir qui timet Dominum, (Bienaventurado el hombre que teme al Señor), Salmo-motete.[2]
- Domine ne in furore tuo, (Señor, no me reprendas airado), Salmo.[3]
- Cum invocarem, (Responde a mi clamor), Salmo.[4]
- Anima Christi (Cantata para Soprano, Violín, 2 Violas da gamba y bajo continuo)

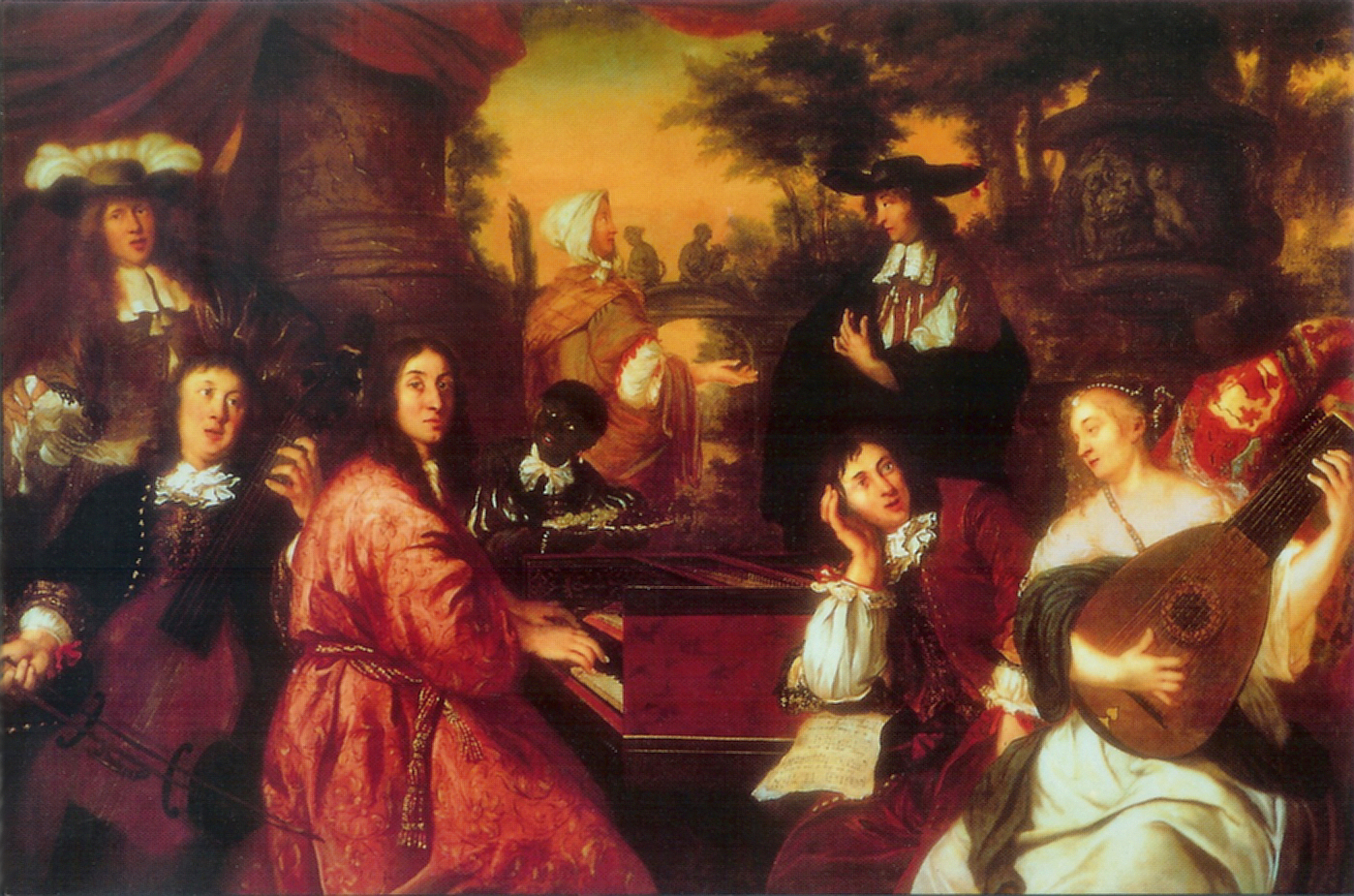
Häusliche Musikszene (Escena de música doméstica) de Johann Voorhout, 1674; el hombre de la derecha, apoyado en el clavecín es probablemente Johann Theile

- Musicalisches Kunstbuch, Sonatas.